# Bloc Bülow
Le bloc Bülow (Bülow-Block en allemand) dénommé d'après le chancelier impérial allemand Bernhard von Bülow est le nom de la coalition politique qui le soutient lors des élections législatives allemandes de 1907. Elle possède la majorité au parlement jusqu'à la chute du chancelier en 1909.

## Formation
Le parlement ayant refusé de voter en faveur des crédits destinés à la poursuite de la guerre contre les Héréros à cause de l'opposition du SPD et d'une partie du Zentrum, le chancelier décide de le dissoudre le 13 décembre 1906.
Une coalition se forme alors en le parti conservateur allemand, le parti national-libéral et les libéraux de gauche en vue des élections afin de soutenir le chancelier. Il s'agit d'une alliance défensive contre le Zentrum et surtout le SPD. L'incorporation nouvelle des libéraux de gauche à la majorité gouvernementale déplace le centre politique à gauche. Les élections sont couronnées de succès pour la coalition, la stratégie électorale dont les thèmes principaux sont le patriotisme, le refus de la social-démocratie et du Zentrum a rempli ses objectifs.
Déjà avant les élections des négociations ont lieu entre les partis afin de permettre l'arbitrage des ballotages électoraux. Cela permet au bloc Bülow de remporter de nombreux sièges : il obtient en effet 220 sièges sur 397 alors qu'il obtient moins de voix que le SPD et le Zentrum réunis.

## Revendications politiques
Von Bülow ne considère pas le bloc comme une simple alliance électorale, mais comme une coalition durable en vue de soutenir le gouvernement au parlement. Son avenir politique est alors lié à celui du bloc. Les membres de l'ancien gouvernement proche du Zentrum comme Arthur von Posadowsky-Wehner, ou dans le gouvernement prussien, comme Heinrich Konrad Studt, ne sont pas reconduits. Posadowsky est replacé à son poste de secrétaire d'État de l'intérieur et vice-chancelier par Theobald von Bethmann Hollweg, qui devient par la même occasion représentant du président du conseil des ministres prussien. Le département chargé des affaires coloniales est détaché du ministère des affaires étrangères pour devenir le Reichskolonialamt et est dirigé par le libéral et réformateur Bernhard Dernburg.
Bülow souhaite mettre fin à l'immobilisme régnant les années précédentes. Il déclare devant le parlement : « Pas de retraite et pas de cessez-le-feu, mais des progrès, ». La réalité politique l'oblige toutefois à louvoyer entre les nationaux-libéraux et les conservateurs. Ces derniers s'opposent systématiquement à tout changement important. Les propositions de loi du gouvernement aux allures libérales sont donc rejetées, tandis que celles émanent des libéraux sont timides. La liberté de manœuvre et la stabilité du bloc sont limitées. Alors que les conservateurs et les libéraux de gauche poursuivent des objectifs très différents et sont donc prêts à briser la coalition à tout moment, les nationaux-libéraux se sont fortement associés et identifiés à elle. Le bloc ne survit que grâce au travail de compromis du chancelier et à la lutte contre les ennemis communs que sont le Zentrum et le SPD.
Les premières années des réformes semblent se dessiner. Ainsi le code pénal est réformé sur la question du lèse majesté ce qui va dans le sens d'une plus grande liberté. Cette réforme met fin aux nombreux procès pour des insultes insignifiantes. La loi boursière, qui avait été modifiée dans les années 1890 sous la pression des groupes d'influences agricoles, est de nouveau plus libérale. Le manque de cohérence de l'alliance est de nouveau mis en lumière lors de la proposition de loi sur les associations de 1908 qui permet d'une part aux femmes de devenir membres mais de l'autre discrimine les minorités non-germanophones.

## Tensions
Le sujet de discorde principal entre les libéraux et les conservateurs est le droit électoral prussien, dit système des trois classes. Pour le libéral Friedrich Naumann, la démocratisation de ce système de vote est l'une des plus importantes tâches du bloc. Les nationaux-libéraux sont également favorables à cette réforme à l'inverse des conservateurs qui défendent bec et ongles le système en place. Ce dernier leur assure en effet une représentation disproportionnée au parlement prussien. La Prusse ayant une position centrale dans l'Empire allemand, l'influence des conservateurs sur la politique prussienne leur assure une grande influence sur la politique impériale. Pourtant, malgré cette opposition, il semble que les choses sont en train d'évoluer en la matière. L'Empereur  déclare en effet en réaction aux grandes manifestations sociales-démocrates lors de son discours au trône du 20 octobre 1908 qu'une évolution du droit de vote est l'un des objectifs principaux de cette législature. Le chancelier doit cependant ménager ses alliés politiques et entretient un double langage sur la question.
En 1908 toujours, l'affaire du Daily Telegraph affaiblit fortement le chancelier. Il tente d'un côté de cacher sa part de faute, tout en essayant de dédouaner l'Empereur en endossant la responsabilité, ce qui malheureusement n'atteint aucun de ses objectifs dans l'opinion publique. Bülow est certes toujours soutenu par le bloc lors des débats parlementaires, mais au sein même du gouvernement des critiques s'élèvent pour dénoncer le comportement irresponsable du souverain. Le fait le plus important est toutefois que Bülow perd lors de cet événement la confiance de Guillaume II et est donc forcément sur le départ. L'opportunité d'utiliser l'affaire et l'affaiblissement du souverain pour obtenir une plus forte parlementarisation est débattue mais pas suivie d'effets.

## Réformes fiscales et fin du bloc
Le bloc est finalement dissout en 1909 avec l'échec de la réforme fiscale. La croissance des dépenses publiques, due à la fois à la politique sociale et à la construction de la flotte, a aggravé la situation des finances impériales. Jusqu'alors l'Empire allemand n'a pas la compétence de lever des impôts directs, celle-ci étant réservée aux États fédérés qui font remonter l'argent à l'État fédéral au moyen des « contributions matriculaires ». L'Empire se finance également grâce aux impôts indirects comme les taxes de douanes. Les difficultés financières remettent en cause ce système, l'extension des compétences fiscales fédérales, vieux serpent de mer du Reichstag, est de nouveau débattue. Il faut dégager annuellement 500 millions de Mark en recettes supplémentaires.
Les libéraux pensent que pour assurer l'équilibre il faut au moins en partie avoir recours aux impôts directs. Le gouvernement propose d'augmenter les taxes sur le tabac, la bière et les alcools forts ce qui doit apporter 400 millions, et d'introduire un droit de succession qui doit apporter le reste de la somme. Cela déclenche une levée de boucliers chez les conservateurs qui reçoivent le plein soutien de la Fédération des agriculteurs. Ils parlent même de dépossession de biens. En fait, ils ne veulent pas entrouvrir la porte à la mise en place d'un impôt foncier, risque toujours présent dans un parlement élu au suffrage universel. Les conservateurs menacent de mettre fin au bloc si la proposition de loi n'est pas retirée. Peter Spahn du Zentrum annonce que son parti s'oppose également à cette loi.
La question divise l'opinion publique. La rhétorique des fédérations agricoles a notamment un rôle important dans la fondation de la ligue d'Hanse qui est plutôt libérale. Au parlement les conservateurs, le Zentrum et les Polonais s'opposent à la proposition, les libéraux et les sociaux-démocrates y sont favorables. Elle est finalement rejetée à 194 voix contre 186.
Le chancelier présente dans la foulée sa démission. Il parvient toutefois à faire voter la réforme fiscale avec une autre majorité avant son départ. Le droit de succession est remplacé par une augmentation des autres taxes indirectes et la création de nouvelles. Ces changements sont applaudis par les conservateurs et le Zentrum. Les fédérations agricoles sont donc parvenues à leurs fins, protégeant la propriété et les grands agriculteurs. La réforme permet à l'Empire de surmonter ses problèmes financiers à court terme, mais la modernisation de son système fiscal est ajournée.
Un autre point à souligner est le fait que von Bülow ait présenté sa démission des suites d'un vote au parlement, celui-ci n'ayant au pouvoir de censure du chancelier. On peut y voir une parlementarisation du système politique allemand. Une autre nouveauté est le soutien d'une proposition gouvernementale par le SPD, qui sort donc de son rôle d'opposition systématique. Ce dernier point vient relativiser la victoire des conservateurs.